# Rachid ben Saïd Al Maktoum
Pour les articles homonymes, voir ben Saïd.
 (novembre 2015).
Si vous disposez d'ouvrages ou d'articles de référence ou si vous connaissez des sites web de qualité traitant du thème abordé ici, merci de compléter l'article en donnant les références utiles à sa vérifiabilité et en les liant à la section « Notes et références ».
Cheikh Rachid ben Saïd Al Maktoum (11 juin 1912 - 7 octobre 1990 ; arabe : راشد بن سعيد آل مكتوم) fut l'émir de Dubaï pendant 32 ans, de 1958 jusqu'à sa mort en 1990, et, depuis leur création en 1971, le vice-président et Premier ministre des Émirats arabes unis.

## Développement de Dubaï
Rachid Al Maktoum transforma considérablement Dubaï, la faisant passer d'un petit groupe de colonies sur la baie de Dubaï à une ville portuaire moderne et commerciale. Il avait pour habitude de dire : « Mon grand-père chevauchait un chameau, mon père chevauchait un chameau, je conduis une Mercedes, mon fils conduit un Land Rover, son fils va conduire une Land Rover, mais son fils va monter un chameau. » ce qui traduisait son souci que le pétrole de Dubaï, qui avait été découvert en 1966 et dont l'exploitation avait été lancée en 1971, serait épuisé d'ici une génération. Il a donc travaillé à développer l'économie de Dubaï afin qu'il puisse survivre après la fin de la production de pétrole, ce qui a été une force motrice derrière un certain nombre de grands projets d'infrastructure visant à promouvoir Dubaï comme une plaque tournante du commerce régional :
1. Port Rashid (ouvert en 1972) ;
2. Tunnel Al Shindagha (ouvert en 1975) ;
3. Port de Jebel Ali (ouvert en 1979) ;
4. Dubai World Trade Center (construit en 1978) ;
5. Dubai Drydocks (ouvert en 1983).

## Relation avec les autres Émirats du golfe Persique
Dubaï est resté en froid avec Abou Dabi au moment où Rachid est devenu émir de Dubaï, après une dispute frontalière en 1946, et a donc établi une relation étroite avec le Qatar. La fille du cheikh Rachid a d'ailleurs épousé l'émir du Qatar en 1961, et celui-ci apporta sa contribution au financement de Port Rashid comme cadeau de mariage. En 1966, l'Inde dévalua la roupie, en conséquence le Qatar et Dubaï adoptèrent la roupie du Golfe comme monnaie commune, alors qu'Abou Dabi adopta le dinar de Bahreïn.
L'émir du Koweït participa au financement du dragage de la baie de Dubaï, ce qui favorisa Dubaï dans sa position de comptoir.
Rachid ben Saïd amena Dubaï à s'allier à Abou Dabi et aux autres Émirats du Nord pour créer les Émirats arabes unis en 1971 et en 1973, Dubaï rejoint les autres émirats dans l'adoption d'une monnaie unique, le dirham des Émirats arabes unis.
Le port de Jebel Ali fut ouvert en 1979, et la zone franche « Jebel Ali Free Zone (JAFZ) » fut construite autour du port en 1985.

## Héritiers
Cheikh Rashid a eu quatre fils :
1. Maktoum ben Rachid Al Maktoum (1943-2006) ;
2. Hamdane ben Rachid Al Maktoum (1945-2021) ;
3. Mohammed ben Rachid Al Maktoum (né en 1949) ;
4. Ahmed ben Rachid Al Maktoum (né en 1950).